# Esclaramunda de Foix
Beata Esclaramunda de Foix (c. 1250-Perpiñán, 1315) fue reina consorte de Mallorca. Casada con el rey Jaime II de Mallorca, se hizo cargo de la tutela de su nieto, Jaime III. Fue protectora de la Orden de la Merced, en la que fue admitida. Su fiesta se celebra el 22 de octubre.

## Biografía
Hija del conde Roger IV de Foix y de la aristócrata catalana Brunisenda de Cardona; estaban emparentados con la Casa de Aragón-Barcelona. Luego pasarían a ocupar el trono de Navarra. Esclaramunda fue bautizada con el nombre de su bisabuela, Esclaramunda la Mayor, la que fuera archidiaconesa de los cátaros. La esposa de Jaime II de Mallorca solo tenía veinte años cuando se casó, el 4 de octubre de 1275, en Perpiñán, con el heredero del trono de Mallorca, que ya había cumplido los treinta y dos.
El cronista Ramón Muntaner la describió como "Una de las mujeres más sabias y de mejor vida, y de las más honestas".
Junto a su esposo, residieron en Perpiñán, donde hoy se conserva el Palacio de los Reyes de Mallorca. En Palma, fijaron su residencia en la Almudaina, y tuvieron, además, residencias en Sinéu, Manacor y Valldemosa.
Esclaramunda de Foix sobrevivió a la muerte de su marido solo cuatro años, falleciendo en Perpiñán, a los 56 años. Los restos de su esposo yacen enterrados en La Seu de Mallorca, y los de ella en la Iglesia de San Juan de Perpiñán.
- Datos: Q829907
- Multimedia: Esclaramunda of Foix / Q829907